# RPA (автоматизация)

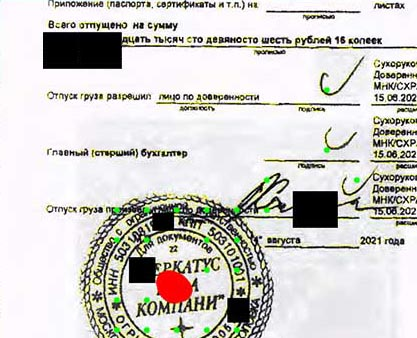
Распознавание подписей и печатей на фото документа с помощью ПО

RPA (англ. Robotic process automation) — практика использования различных компонентов ПО для автоматизации рутинных офисных задач, таких как: анализ или заполнение форм, передача файлов, и т. п. .
Роботизированная автоматизация процессов оптимизирует рабочие процессы, делая организации более прибыльными, гибкими и оперативными, а также удаляет рутинные задачи из рабочего дня сотрудников.
В традиционных системах автоматизации документов разработчик программного обеспечения создает список действий для автоматизации задач и взаимодействия с серверной системой с помощью серверных интерфейсов прикладного программирования (API) или специального языка сценариев. Напротив, системы RPA разрабатывают список действий, наблюдая за тем, как пользователь выполняет эту задачу в графическом пользовательском интерфейсе приложения (GUI), а затем выполняют автоматизацию, повторяя эти задачи непосредственно в графическом интерфейсе пользователя. Это может снизить барьер для использования автоматизации в продуктах, которые в противном случае не могли бы использовать API для этой цели.
Инструменты RPA имеют большое техническое сходство с тестерами графического интерфейса. Эти инструменты также автоматизируют взаимодействие с графическим интерфейсом пользователя и часто делают это путем повторения набора демонстрационных действий, выполняемых пользователем. Инструменты RPA отличаются от таких систем тем, что включают в себя функции, которые позволяют обрабатывать данные в нескольких приложениях, например, получать электронное письмо со счетом, извлекать данные и затем вводить их в систему учета.

## История эволюции
В качестве одной из форм автоматизации эта концепция существовала давно в виде снятия экранных изображений, но RPA считается важной технологической эволюцией этого метода в том смысле, что появляются новые программные платформы, которые достаточно зрелые, устойчивые, масштабируемые и надёжные, чтобы сделать этот подход жизнеспособным для использования на крупных предприятиях (что было бы невозможно из-за возможных рисков для качества и репутации).
В качестве иллюстрации того, насколько технология развивалась с момента её ранней разработки при скрининге экрана, полезно рассмотреть пример, приведённый в одном учебном исследовании. Пользователи одной платформы в Xchanging — британской глобальной компании, которая предоставляет услуги по обработке бизнеса, технологиям и закупкам по всему миру — антропоморфизировали своего робота в коллегу по имени «Мак» и даже пригласили «её» на рождественскую вечеринку. Такая иллюстрация, возможно, служит для демонстрации уровня интуиции, взаимодействия и простоты использования современных технологических платформ RPA, что приводит к тому, что их пользователи (или «тренеры») относятся к ним как к существам, а не к абстрактным программным сервисам. «Свободный от кода» характер RPA (описанный ниже) является лишь одним из ряда существенных отличительных признаков RPA против скрипирования экрана.

## Внедрение
RPA получил такое широкое распространение, потому что он широко применим. Практически любой объемный, управляемый бизнес-правилами, повторяемый процесс является отличным кандидатом на автоматизацию, и все чаще это касается когнитивных процессов, требующих навыков искусственного интеллекта более высокого порядка.
Хостинг служб RPA также согласуется с метафорой программного робота, причём каждый роботизированный экземпляр имеет свою собственную виртуальную рабочую станцию, очень похожую на человека-работника. Робот использует элементы управления клавиатурой и мышью, чтобы выполнять действия и выполнять автоматизацию. Обычно все эти действия выполняются в виртуальной среде, а не на экране; роботу не нужен физический экран для работы, а он интерпретирует экран в электронном виде. Масштабируемость современных решений, основанных на таких архитектурах, как задолго до появления технологии виртуализации, без которой масштабируемость больших развёртываний будет ограничена доступной способностью управлять физическим оборудованием и связанными с ним затратами. Реализация RPA на предприятиях показала значительную экономию средств по сравнению с традиционными решениями, не относящимися к RPA.
Однако с RPA существует несколько рисков. Критика включает в себя риски удушения инноваций и создания более сложной среды обслуживания существующего программного обеспечения, которая теперь должна учитывать использование графических пользовательских интерфейсов таким образом, каким они не предназначались для использования.

## Влияние RPA на сотрудников
Согласно исследованию, большинство проектных групп, внедряющих RPA, пообещали своим сотрудникам, что автоматизация не приведёт к увольнению. Вместо этого рабочие были перераспределены для выполнения более интересной работы. В одном академическом исследовании подчёркивалось, что работникам в сфере знаний не угрожает автоматизация: они принимали его и рассматривали роботов в качестве коллег. В этом же исследовании было подчёркнуто, что вместо того, чтобы приводить к более низкой «численности персонала», технология была развёрнута таким образом, чтобы добиться большей работы и повышения производительности при одинаковом числе людей.
С другой стороны, некоторые аналитики утверждают, что RPA представляет угрозу для отрасли аутсорсинга бизнес-процессов. Тезис, стоящий за этим понятием, заключается в том, что RPA позволит предприятиям «репатриировать» процессы из удалённых районов в локальные центры обработки данных, используя эту новую технологию. Эффект, если это правда, будет заключаться в создании высоких позиций для опытных менеджеров процессов на собственных площадках (и в рамках соответствующей цепочки поставок ИТ-оборудования, управления дата-центром и т. Д.), с уменьшением доступных возможностей для низкоквалифицированных рабочих на аутсорсе. С другой стороны, эта тема представляется здоровой почвой для дискуссий, поскольку ещё одно академическое исследование было в состоянии противостоять так называемому «мифу», что «RPA вернёт много рабочих мест из моря».

### Влияние на общество
Академические исследования предполагают, что RPA , среди других технологических направлений, как ожидается, приведёт к новой волне повышения производительности и эффективности на глобальном рынке труда. Оксфордский университет, хотя и не ассоциируется напрямую с RPA предположил, что до 20 % всех рабочих мест, возможно, будут автоматизированы к 2035 году.
На конференции TEDx TEDx проходившей в UCL в Лондоне, предприниматель Дэвид Мосс рассказал, что цифровая работа в форме RPA не только может произвести революцию в модели затрат индустрии услуг за счёт снижения цены на продукты и услуги, но это, вероятно, повысит уровень обслуживания, качество результатов и создаст возросшие возможности для персонализации услуг.
Между тем, профессор Уиллкокс, автор статьи Лондонской школы экономики и политических наук, приведённой выше, говорит об увеличении удовлетворённости работой и интеллектуального стимулирования, характеризующем технологию как способность вывести робота из человека, ссылка на понятие о том, что роботы возьмут на себя рутинные части ежедневной рабочей нагрузки людей, в результате чего они будут перераспределены на более межличностные роли или сосредоточатся на оставшихся, более значимых частях своего времени.